# Isola Russkij (Mar del Giappone)
L'isola Russkij (in russo Русский остров, Russkij ostrov) è un'isola russa che fa parte dell'arcipelago dell'imperatrice Eugenia ed è bagnata dal mar del Giappone.
Amministrativamente appartiene al Frunzenskij rajon di Vladivostok, nel Territorio del Litorale, che è parte del Circondario federale dell'Estremo Oriente.
Non va confusa con l'omonima isola nell'arcipelago di Nordenskiöld, bagnata dal mare di Kara.

## Geografia

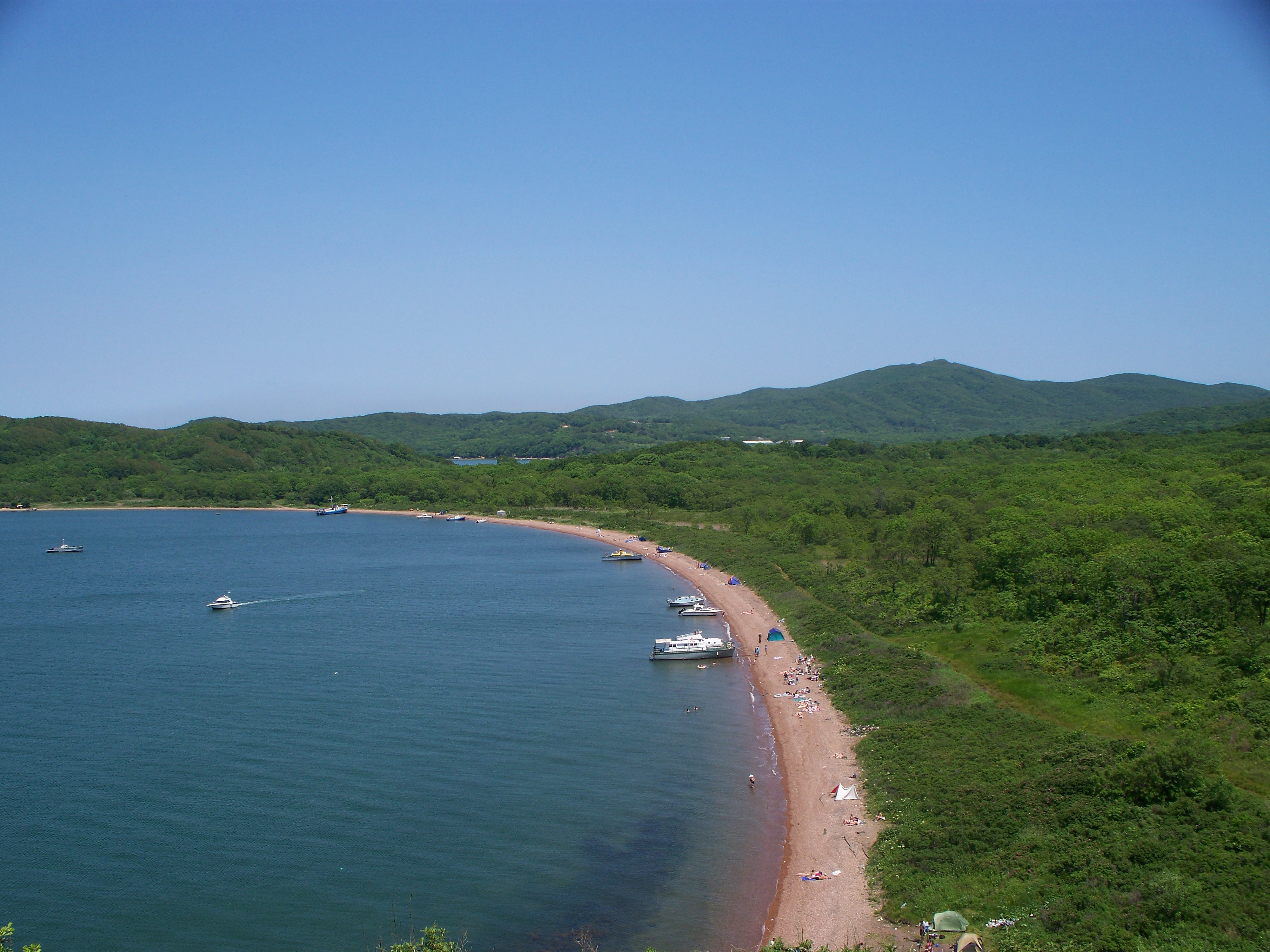
Vista del golfo Rynda

Russkij è situata nella parte settentrionale del golfo di Pietro il Grande a proseguimento della penisola di Murav'ëv-Amurskij (полуостров Муравьёва-Амурского, poluostrov Murav'ëva-Amurskogo), circa 800 m a sud di Vladivostok nel punto più ravvicinato. È bagnata a ovest dal golfo dell'Amur e a est dal golfo dell'Ussuri, che sono le due insenature settentrionali in cui si divide il golfo di Pietro il Grande. È separata dalla terraferma e da Vladivostok dallo stretto del Bosforo orientale (пролив Босфор Восточный, proliv Bosfor Vostočnyj), mentre a sud-ovest lo stretto di Stark (пролив Старка, proliv Starka) la separa dall'isola di Popov.
L'isola è la più grande dell'arcipelago dell'imperatrice Eugenia; ha una forma molto irregolare, con coste ricche di insenature e promontori. Ha una lunghezza di 18 km, una larghezza di 13 km e un'area di 97,6 km².
Nella parte centro-settentrionale raggiunge un'altezza massima di 291,2 m s.l.m. sul monte Russkij (гора Русских, gora Russkich); altre alture rilevanti sono i monti Glavnaja (гора Главная) di 279,8 m e Central'naja (гора Центральная) di 254,9 m, entrambi nella parte centrale.
Il punto più settentrionale si chiama capo Pospelov (мыс Поспелова, mys Pospelova), quello più orientale è capo Karamzin (мыс Карамзина) e quello più meridionale è capo Tobizin (мыс Тобизина).
Come detto, le coste sono molto frastagliate e si sviluppano per 123 km, con rive rocciose erose e scoscese. Lunghe e strette spiagge si incontrano un po' ovunque lungo il litorali ripidi, anche all'interno delle baie e nelle loro sporgenze. Coste basse e dai pendii dolci si incontrano solamente ai vertici di baie e golfi. Tra le varie insenature la maggiore è la baia Novik (бухта Новик, buchta Novik): lunga e stretta, si estende da nord-ovest a sud-est per circa 12 km, ha una profondità massima di 9 m ed è la principale arteria di trasporto dell'isola. Questa baia divide l'isola in due parti disuguali: il corpo principale a sud-ovest e la lunga penisola Sapërnyj (полуостров Сапёрный) a nord-est. I residenti che vivono dall'uno o dall'altro lato della baia si chiamano reciprocamente "Та сторона" (Ta storona), ovvero [Quelli dell'] "Altra parte". Altre insenature sono la baia Ajaks (бухта Аякс) a nord-est, la baia Paris (бухта Парис) a est, la baia Ostrovnaja (бухта Островная) a sud, la baia Novyj Džigit (бухта Новый Джигит) a sud, la baia Voevoda (бухта Воевода) a ovest, la baia di Filippovskij (бухта Филипповского) a ovest, il golfo Rynda (залив Рында, zaliv Rynda) a ovest, e la baia di Babkin (бухта Бабкина) ancora a ovest.
Sull'isola scorrono 17 ruscelli lunghi poco più di un chilometro e mezzo, 7 corsi d'acqua di poco più di 2 km e un piccolo fiume, la Russkaja (река Русская, reka Russkaja) o Voevodicha, lungo circa 5 km, che sfocia nella baia Voevoda.
Ci sono anche alcuni laghi d'acqua dolce, parte dei quali di origine artificiale. Di quest'ultimo tipo sono il lago Vorošilovskoj (озеро Ворошиловской, ozero Vorošilovskoj), dei bacini idrici nella baia Truda (бухта Труда) e a Podnož'e, una cava di una fabbrica di laterizi nella penisola di Babkin, e una zona per la produzione di sabbia nei pressi della baia Ostrovnaja. I laghi di origine naturale sono comunque più grandi dei precedenti: il Gluzdovskogo (озеро Глуздовского), che ha una superficie di 5 ha, si trova a est, nei pressi di capo Achlëstyšev (мыс Ахлёстышева). Un altro lago naturale è l'Izvestkovoe (озеро Известковое), chiamato dai locali Parisovskoe perché si trova nei pressi della baia omonima.
Zone umide si riscontrano lungo il corso inferiore della Russkaja, e agli estuari di alcuni ruscelli.

### Clima
L'isola subisce gli effetti di due microclimi principali: quello della parte nord-occidentale, influenzato dalle acque del golfo dell'Amur e quello della parte sud-orientale, influenzato dalle acque del golfo dell'Ussuri e perciò anche dal mare aperto. Durante il periodo dei monsoni estivi, il lato sud-est, a sopravvento, viene spesso avvolto da una densa nebbia, riceve fitte piogge e il freddo è maggiore rispetto al nord-ovest. Le acque delle baie Novik, Rynda e Voevoda risultano più calde delle baie che si aprono sul golfo dell'Ussuri: infatti la parte superiore della baia Novik inizia sempre a gelare solo agli inizi di dicembre, seguita poi da Voevoda e da Rynda. I venti dell'anticiclone russo-siberiano spostano quindi il ghiaccio dalle coste nord-occidentali delle isole dell'arcipelago e da quelle della penisola di Murav'ëv-Amurskij, e si vengono così a formare banchi di ghiaccio costiero. Durante il periodo di massima estensione, i ghiacci si estendono da Pospelovo a nord fino allo stretto di Stark a sud-ovest. A parte questo, un sottile strato si forma anche a sud, attorno alle piccole isole di Ėngel'm e di Lavrov, e nella baia Novyj Džigit. Entro la fine di marzo, le coste sono completamente libere dal ghiaccio.

### Flora
Russkij è ricoperta per la maggior parte da un fitto bosco di latifoglie. Gli alberi predominati sono le querce, i tigli e gli aceri. Nel sud si trovano anche alberi come la sughera dell'Amur o il noce della Manciuria.

## Isole adiacenti

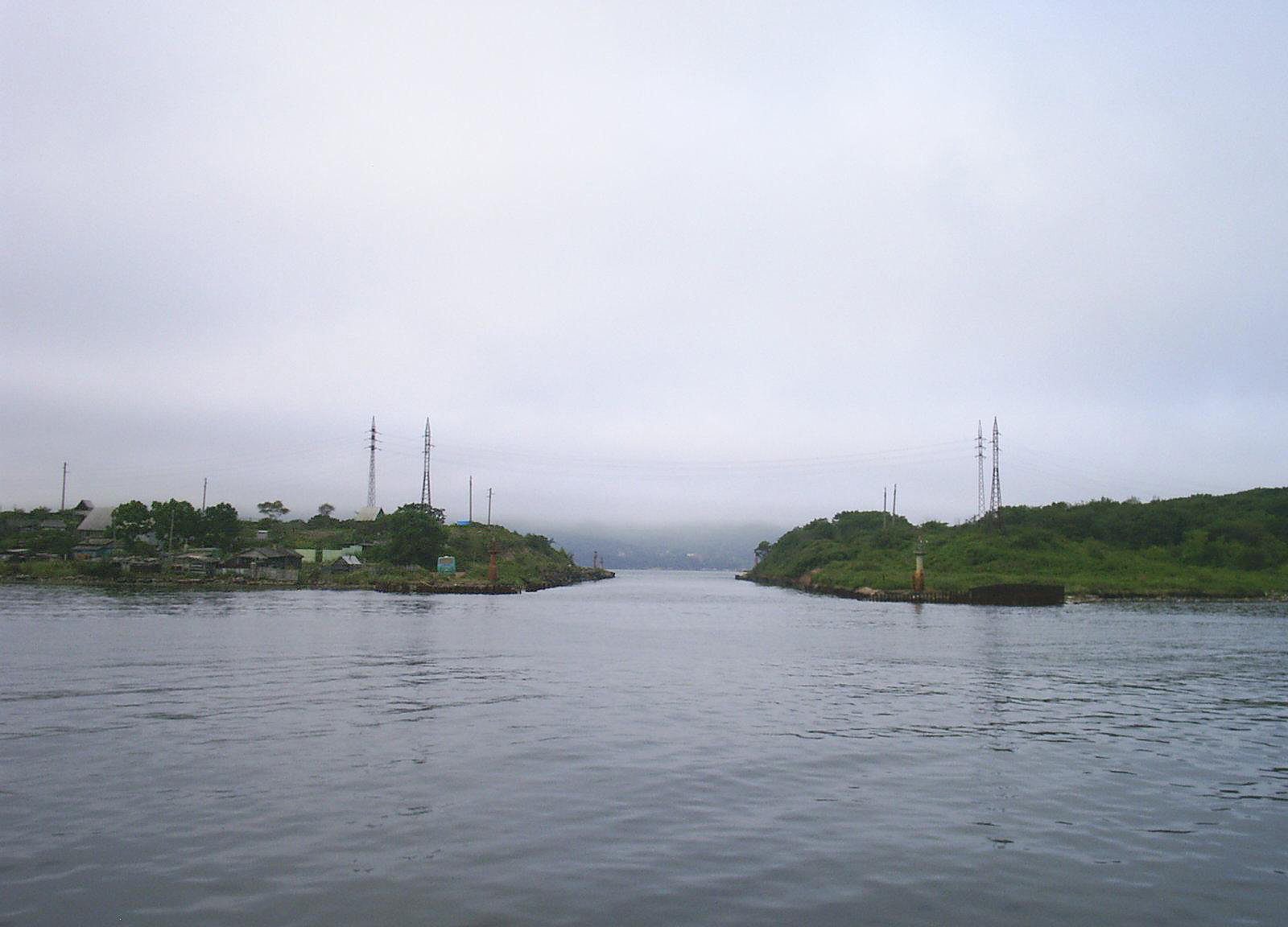
Il piccolo canale che separa Russkij da Elena.

- Isola di Elena (остров Елены, ostrov Eleny), è un'isola artificiale all'estremità settentrionale della penisola Sapërnyj. Nel 1898, dopo la costruzione di uno stretto canale, fu separata dal resto dell'isola Russkij.
- Isola di Skryplëv (остров Скрыплёва, ostrov Skryplëva), è un isolotto poco al largo della costa orientale, a nord-est della penisola di Žitkov (полуостров Житкова) che è un promontorio della penisola Sapërnyj.
- Isola Uzkaja Balka (остров Узкая Балка, ostrov Uzkaja Balka), piccolo isolotto all'ingresso della baia Paris, a 250 m da Russkij.
- Isola di Achlëstyšev (остров Ахлёстышева, ostrov Achlëstyševa), a sud di Skryplëv, è un altro isolotto che si trova all'interno di una piccola baia, formata dalla penisola di Žitkov e dal promontorio che termina con capo Achlëstyšev.
- Isola di Škot (остров Шкота, ostrov Škota), la più grande delle isole adiacenti, è collegata a Russkij da una striscia di terra ghiaiosa lunga circa 100 m, sommersa ma poco profonda, tanto che si può guadare.
- Isola di Ėngel'm (остров Энгельма, ostrov Ėngel'ma), a nord-ovest di Škot, è un'isoletta di 0,05 km².
- Isola di Lavrov (остров Лаврова, ostrov Lavrova), poco a ovest di Ėngel'm, è un'altra piccola isola di 0,09 km².
- Scoglio di Matveev (камень Матвеева, kamen' Matveeva), è uno scoglio 540 m a ovest di Russkij, tra la baia di Filippovskij e la baia Voevoda.
- Isola Uši (остров Уши, ostrov Uši), è un piccolo isolotto situato poco fuori dello sbocco della baia Novik, a ovest dell'isola di Elena.
- Isola di Papenberg (остров Папенберга, ostrov Papenberga), un isolotto di 0,004 km² nella parte settentrionale della baia Novik.
- Isola Fal'šivyj (остров Фальшивый, ostrov Fal'šivyj), un piatto isolotto sassoso nella parte centrale della baia Novik di fronte al porto del piccolo borgo di Ėkipažnyj.
- 1 isoletta senza nome si trova nella parte meridionale della baia Novik.

## Storia
Il nome Russkij, che significa "russa" o "della Russia", fu assegnato all'isola dal governatore generale della Siberia Orientale Nikolaj Nikolaevič Murav'ëv-Amurskij. L'isola divenne ufficialmente parte della Russia nella seconda metà del XIX secolo. Secondo una versione, l'isola è stata così chiamata in onore della Russia e del suo popolo, i cui rappresentanti si sono impegnati nello studio dell'estremo oriente. Secondo un'altra ipotesi, però, il nome non è altro che la duplicazione del nome del monte Russkij, al centro dell'isola. Il monte fu chiamato in questo modo in onore di uno dei membri dell'equipaggio che partecipò alla prima esplorazione dell'isola.
Nel 1859 in Russia fu pubblicata una prima mappa che rappresentava solo le coste settentrionali e meridionali.
Russkij fu ampiamente esplorata dalla spedizione guidata dal tenente colonnello e idrografo Vasilij Matveevič Babkin nel 1862, durante un inventario del golfo di Pietro il Grande. Nel 1865 fu pubblicata la mappa completa, in cui l'isola appare con il nome di Kazakevič, in onore del primo governatore militare della regione di Primorskij, il contrammiraglio Pëtr Vasil'evič Kazakevič. Inizialmente i due nomi si alternarono, poi, dal termine della seconda guerra mondiale, il nome rimase Russkij.
Negli anni sessanta del XIX secolo, con la suddivisione delle terre per la creazione di specifiche entità amministrative, la sezione siberiana gestita da Harald Furuhjelm riconobbe l'isola come una delle più adatte all'agricoltura.
Lo sviluppo della difesa delle coste e lo stanziamento di truppe sull'isola, fu dovuto all'aumento del numero dei civili. Alcuni di questi si dedicarono all'agricoltura e iniziarono a produrre ortaggi sia per se stessi sia per la vicina Vladivostok. Altri si unirono al servizio militare. In quel periodo le persone civili presenti sull'isola erano 236; nel 1895 erano salite a 3000. Occupazioni supplementari consistevano nel raccogliere legname per i residenti e per gli abitanti di Vladivostok, e viaggi regolari da e per la città vennero organizzati dall'imprenditore M. Fedorov, che prese in affitto il battello a elica Družok.
Nel 1890, sotto la direzione dell'ingegnere e colonnello K. Černoknižnikov, fu elaborato un progetto per la costruzione della fortezza di Vladivostok. L'isola Russkij fu la prima ad attirare l'attenzione a causa dei suoi vantaggi geografici. In particolare, il piano prevedeva la costruzione di un forte sul monte Russkij e lo scavo di un canale attraverso l'istmo a nord-ovest della penisola Sapërnyj (che creò così l'isola di Elena). Il canale fu concluso nel 1898, univa lo stretto del Bosforo Orientale con la baia Novik, dove si svolse una battaglia tra sottomarini durante la guerra russo-giapponese, ed ebbe un ruolo importante nello sviluppo dell'isola.
Negli anni 1895-1896, quando cominciò la costruzione dei forti, sull'isola si riscontrò un conseguente aumento della popolazione, e si decise così di erigere un tempio. La chiesa fu eretta grazie alle donazioni degli abitanti, ma soprattutto grazie ai fondi militari e ai contributi dell'associazione dei mercanti di M. Suvorov. Fu costruita in legno da 400 fedeli, completata nel 1897 e consacrata alla presenza del governatore di Primorskij. Il cimitero fu costruito nel 1909 e nel 1916 fu la volta di un ufficio postale.
Tra il 1899 e il 1914, durante il periodo di tensione tra Russia e Giappone, sull'isola furono costruite diverse strutture militari e persino una funivia che garantiva la consegna delle merci alle varie postazioni. Nel 1915, tra le strutture militari si contavano 6 forti, 27 batterie costiere, polveriere e depositi di munizioni, banchine per navi, postazioni per la calibrazione delle mine (siluranti), 4 centrali telefoniche, caponiere, fabbriche d'armi, campi militari, moli, fabbriche di laterizi, una potente stazione radio; furono deposti decine di chilometri di cavi e linee di comunicazione, scavati tunnel e cantine attrezzate. Dei 16 forti che costituiscono la fortezza di Vladivostok 6 si trovano sull'isola, così come 27 delle 50 batterie costiere.
Nel 1908 la popolazione aveva raggiunto i 25.000 abitanti. La costruzione della fortezza terminò definitivamente nel 1922, quando le truppe giapponesi, dopo l'accordo col governo russo, accettarono di lasciare il Territorio del Litorale a condizione della chiusura dei forti.
Sempre nel 1908, fu costruito un centro d'osservazione, il primo in Russia, per la difesa dalle malattie come la peste e il colera.
Dopo la guerra russo-giapponese apparvero le prime cappelle familiari e poi i templi di pietra dei reggimenti della fanteria siberiana. Purtroppo, di questi edifici ne è sopravvissuto solo uno, un tempio del reggimento nel villaggio di Podnož'e.
Nel settembre 2012 ha ospitato il 24º summit dell'Asia-Pacific Economic Cooperation. Per l'occasione è stato costruito il Ponte dell'isola Russkij, il ponte strallato più lungo del mondo, che la collega con la penisola Murav'ev-Amurskij e la città di Vladivostok.